# Chatelas de Saint-Thomé
Le chatelas de Saint-Thomé est un vieux château, nommé chatelas. Il est situé à Saint-Thomé, en France.

## Localisation
Le chatelas est situé sur la commune de Saint-Thomé, dans le département français de l'Ardèche.

## Classement
L'édifice est inscrit au titre des monuments historiques en 1927.